# Faraos cigarrer

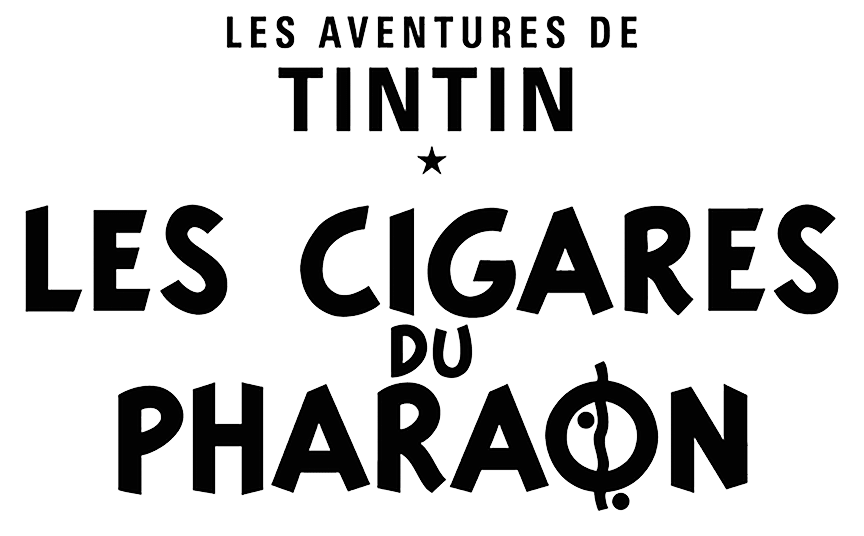
Faraos cigarrer på franska

Faraos cigarrer, fransk originaltitel: Les Cigares du Pharaon, från 1934 är det fjärde i en serie av seriealbum, skrivna och illustrerade av belgaren Hergé, vars huvudperson är den unge reportern Tintin.
Publicerad som svart-vit följetong i Le Petit Vingtième med start i december 1932 och slut i augusti 1934. Den utgavs 1934 även som seriealbum. Omarbetad 1942. Omtecknad ytterligare och färglagd vid ett senare tillfälle. Albumet översattes 1970 för första gången till svenska och gavs ut av Illustrationsförlaget som Tintin-album nummer 5.

## Handling
Tintin och Milou är på en semesterkryssning. Ombord träffar Tintin på för första gången på sin blivande ärkefiende Roberto Rastapopoulos, även om Rastapopoulos dök upp redan i Tintin i Amerika i en enda serieruta redan på en tillställning till Tintins ära. Han blir också bekant med detektiverna Dupond och Dupont, som först dök upp i en ruta i Tintin i Kongo, samt möter den snurrige professorn Filemon Syklon. Syklon erbjuder honom att följa med och utforska en faraons grav i Egypten. Men någon gömmer opium i Tintins byrålåda och han blir anhållen av Dupond och Dupont. Tintin och Milou rymmer och tar sig i land. Här träffar de åter professor Syklon och de beger sig till faraonens grav, som utan att de vet om det tjänar som högkvarter för ett internationellt knarksyndikat.
Inne i graven försvinner Syklon och Tintin och Milou upptäcker mängder av cigarrer fyllda med narkotika. I samma ögonblick sövs de ned med kloroform och kidnappas av sjömannen Allan Thompson. Thompson tillkom i albumet då Hergé tecknade om det 1955. Thompson lägger ned dem i sarkofager och kastar ut dem till havs då kustbevakningen kommer fartyget på spåren. Syklon har också lagts ned i en sarkofag och även han kastas över bord och driver längre bort från Tintin och Milou. Tintin tappar medvetandet då en jättevåg sköljer över dem och ett skepp plockar senare upp Tintin och Milou. Dupond och Dupont har spårat upp dem igen och Tintin och Milou beger sig ut i öknen. Här hamnar de bland annat i en stad där de upptäcker mer cigarrer med narkotika samt återser Roberto Rastapopoulos under hans filminspelning. Översten i staden de kommit till är inblandad i narkotikahandeln och jagar iväg Tintin och Milou som nu hamnar i Indiens djungler tätt förföljda av Dupond och Dupont. Här möter de maharadjan av Rawhajpoutalah som bekämpar narkotikaligan samt en indisk fakir som har förgiftat Syklon. Fakiren försöker även förgifta Tintin men misslyckas.
Efter att ha räddat maharadjan från fakiren hamnar Tintin och Milou rakt i narkotikahajarnas huvudkvarter där de lyckas fånga dem. Men fakiren och ligans hemliga chef flyr. Tintin följer efter dem och fångar fakiren. Chefen störtar ned i en avgrund, utan att Tintin får veta vem han var. Nu är narkotikamysteriet uppklarat, men kampen mot drogkartellen fortsätter i det efterföljande albumet Blå Lotus.
Hergé bestämde sig för att utveckla serien efter de stora framgångarna med Tintin i Sovjet, Tintin i Kongo och Tintin i Amerika. Till albumet gjorde han nu allt fler efterforskningar om platserna Tintin skulle besöka samt djuren, sakerna och miljöerna reportern och hans hund skulle komma att stöta på där. Dessutom räddas Tintin inte ur svårigheter så mirakulöst som tidigare. Vidare förekommer nu mystiska inslag i berättandet, så som mumifierade egyptologer, gift som gör en galen och magiska rep som reser sig. Tintin liknar nu också mer en nyfiken äventyrsresande än en journalist. Den enda gången man ser honom skriva på ett reportage är i det första albumet Tintin i Sovjet.

## Tintins persongalleri
Dupondtarna dyker upp för första gången i den svart-vita versionen från 1932 som X33 och X33b, och därefter figurerar de i flesta albumen. Andra viktiga, återkommande figurer som presenteras här är ärkeskurken Rastapopoulos och den portugisiske köpmannen Oliveira da Figueira. När Hergé några år senare omarbetade Tintin i Kongo ritade han in Dupondtarna i denna nya version. Och vid senare omarbetningar av Faraos cigarrer byts kodnamnen X33 och X33b ut mot Dupond och Dupont. Detta har skapat en del huvudbry åt kommande generationers Tintinläsare.

## Övrigt
När schejk Patrash Pascha förklarar för Tintin vilken hängiven beundrare han är av dennes äventyr så håller han i originalversionen upp Tintin i Amerika. I den färglagda versionen håller han fram första delen av Månen tur och retur, ett album som är mer än 20 år yngre än schejkens eget framträdande i den ursprungliga Faraos cigarrer.